# Our Love to Admire
Our Love to Admire är New York-bandet Interpols tredje album och släpptes 10 juli 2007.

## Låtförteckning
1. "Pioneer to the Falls" – 5:41
2. "No I in Threesome" – 3:50
3. "The Scale" – 3:23
4. "The Heinrich Maneuver" – 3:28
5. "Mammoth" – 4:12
6. "Pace Is the Trick" – 4:36
7. "All Fired Up" – 3:35
8. "Rest My Chemistry" — 5:00
9. "Who Do You Think" – 3:12
10. "Wrecking Ball" – 4:30
11. "The Lighthouse" – 5:25